# パスチラ

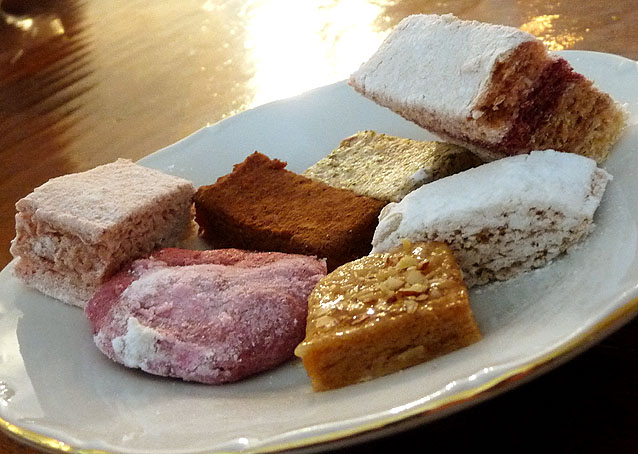
パスチラ各種（コロムナ・パスチラ博物館の試食用）

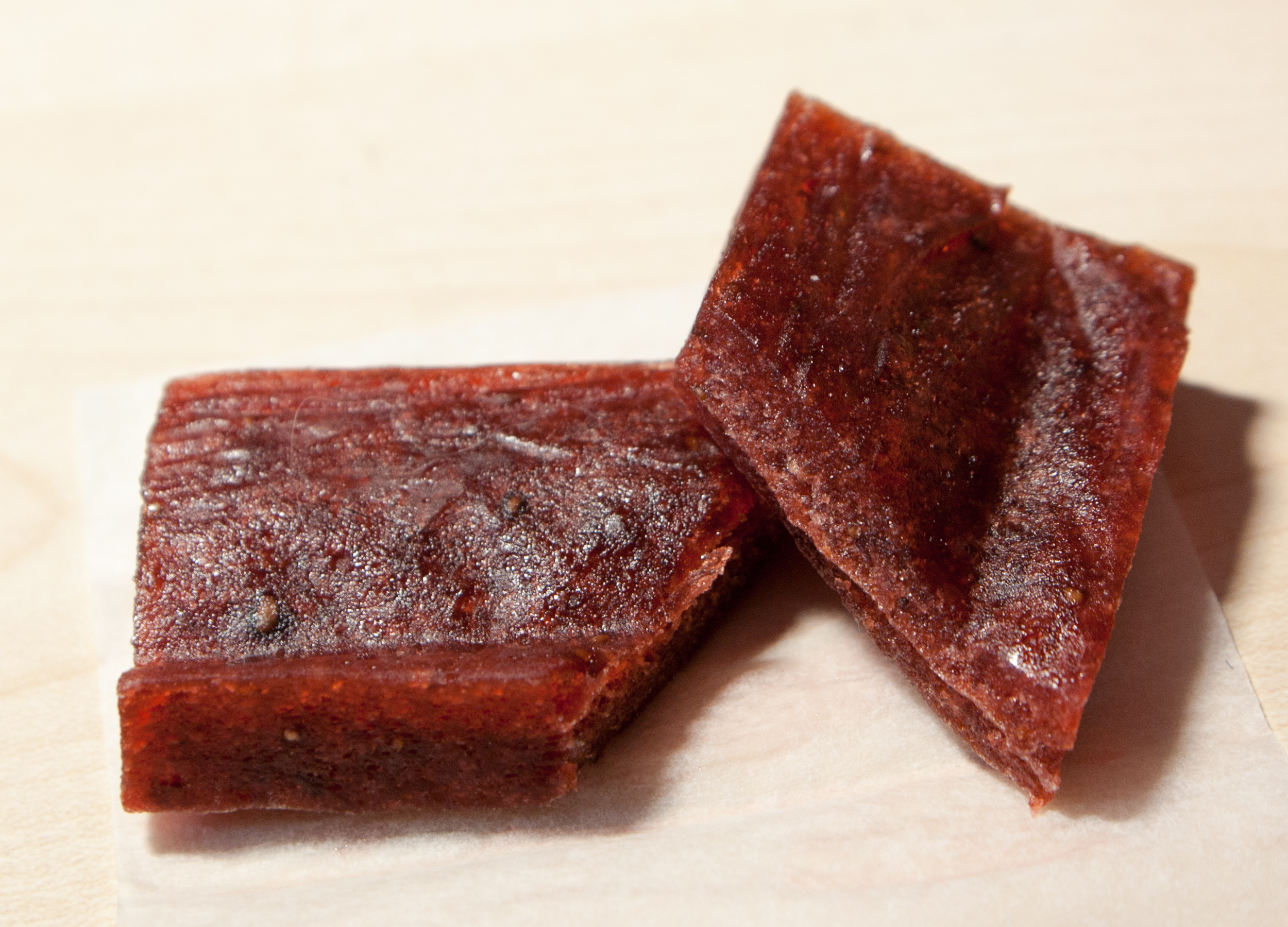
コロムナ風パスチラ

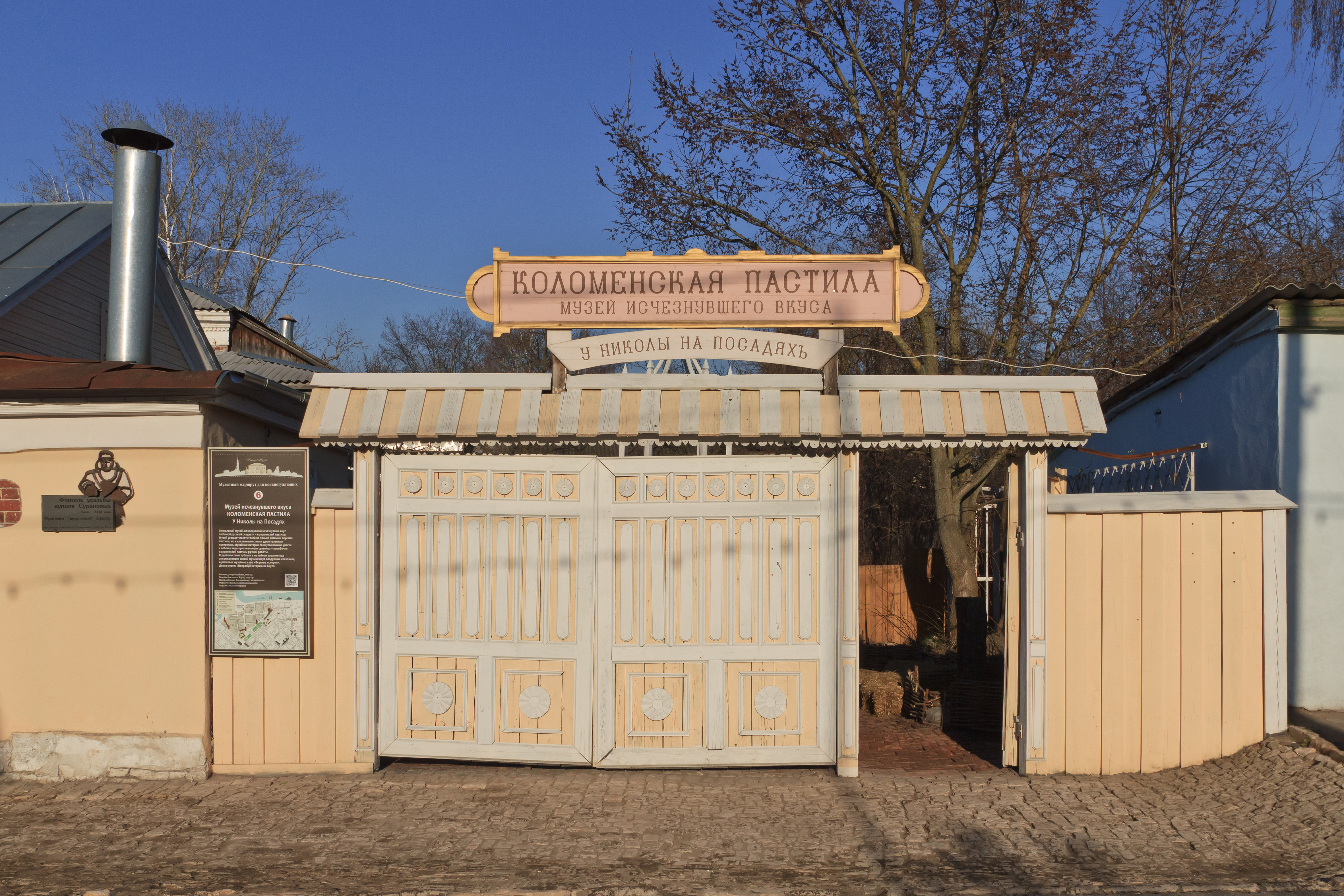
コロムナ・パスチラ博物館の入り口

パスチラ（ロシア語: пастила）は、ロシアでポピュラーな甘い菓子である。レシピにより材料に卵白とリンゴのみを使いマシュマロに似たものから、より食感がしっかりしたコロムナ風まである。

## 概要
複数の資料によれば、パスチラは14世紀から作られてきた焼き菓子である（地域誌にはコロムナで開発されたとしている）。20世紀初頭まで、この菓子はポスチラ（постила）と表記されることが多かった。他のヨーロッパ諸国にもパスチラに似たデザートがある（例えばフランスのパートドフリュイ）。19世紀以降、コロムナとルジェフで製造されたパスチラはヨーロッパ諸国へと輸出が始まる。
パスチラは荒く潰したりんご、特にアントーノフカ、チトーフカ、ゼリョーンカといった酸味の強いロシア産の品種を使用、これにクランベリー、ラズベリー、ナナカマド、カシスといったベリー類を加えて作ると「赤いパスチラ」ができる。パスチラ作りに欠かせない材料としては蜂蜜があり、16世紀には砂糖の代わりに使用されていた。また、この他に15世紀以降は卵白も取り入れ、主に「白いパスチラ」を作る際に必要となる。ナッツなどを加えるレシピもある。
伝統的な作り方では、ペチカのオーブンで焼く。ペチカのオーブンは比較的低温で長い時間加熱できる効果があり、これにより生地に均一に火が通って第1段階が完成する。粗熱を取った生地を木の箱に幾層にも敷き重ねると、オーブンで2度目の低温加熱を行いパスチラが完成する。
1917年のロシア革命以前、ロシア国内ではコロムナ、ルジェフ、ベリョーフで作るものが特に有名であった。コロムナ風は均質で層がないのに比べると、ルジェフ風は長年の伝統的な製造技術を保ち、ナナカマドとクランベリーのマシュマロを薄く2層もしくは3層に重ねていた。ベリョーフには1888年開業の店があり、創業者の実業家で商人のアンフローズ・プロホロフの名前を付けベリョーフ・プロホロフ・パスチラと呼ばれた。
ソビエト連邦時代、大量生産のため小さな白い棒状のパスチラが登場し、全国に流通して知名度を得るに至った。味は、フランスのマシュマロにより近づいた。
ロシア革命以前、コロムナで製造していたレシピは2009年1月設立のコロムナ・パスチラ博物館 で見ることができ、同館ではさまざまなパスチラの試食ができる他、アントーノフカ種のりんごで作るかつてのレシピで作ったものを購入できる。同館が入る建物は、以前のパスチラの販売店を移築改装してある。店はもともと16世紀初頭にコロムナ聖ニコラス教会とコロムナ・クレムリンの近くに建設されたのであった。
近年になりベリョーフでは、パスチラを家庭で作る伝統が蘇っている。（ベリョーフ・パスチラを参照。）